# Lysias (indo-griechischer König)

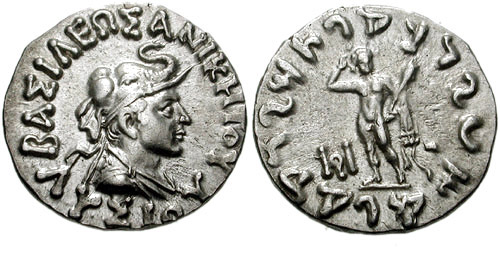
Münze des Lysias

Lysias war ein indo-griechischer König, der am Ende des zweiten Jahrhunderts v. Chr. regierte. Er ist bisher nur von Münzen bekannt, die sich im Hindukusch und Punjab fanden. Er scheint kurz nach Menandros regiert zu haben, wobei sein Reich noch beachtliche Ausmaße hatte.
Seine Münzen zeigen auf der Vorderseite sein Porträt und griechische Legenden, auf der Rückseite befindet sich ein Bild eines stehenden Herakles mit Legenden in Kharoshthi.
Es gibt eine Münze, die Lysias auf der einen und Antialkidas auf der anderen Seite zeigen. Dies wurde als Beleg für eine Koregentschaft angesehen, doch sieht die neuere Forschung darin eher eine Art von Überprägung.